# 우가헌유고
《우가헌유고》는 조선 후기의 학자 이정영이 제작한 시문집이다. 이 시문집은 4권 2책으로 이루어져 있으며 목활자본이다. 1911년에 손자 종경과 종대 등에 의해서 편집, 간행되었다. 